# Jürgen Messensee
Jürgen Messensee (* 29. August 1936 in Wien; † 12. September 2024) war ein österreichischer bildender Künstler.

## Leben
Messensee studierte von 1955 bis 1960 an der Akademie der bildenden Künste Wien bei Sergius Pauser. Er lebte und arbeitete in Wien und gehörte der Wiener Secession von 1973 bis 2000 an.

## Werk
Messensees Werk nimmt eine Sonderstellung in der österreichischen zeitgenössischen Kunst ein und lässt sich keiner Gruppe oder Stilrichtung zuordnen. Seine Kunst ist gegenständlich. Das Sujet  –  fast ausschließlich der weibliche Körper und Teile davon – wird allerdings durch Chiffren und Abkürzungen abstrahiert. Messensees Kunst ist von erkenntnistheoretischen Reflexionen geprägt. In den 80er Jahren bis Anfang der 90er beschäftigte sich Messensee ausführlich mit Velázquez, 1993 wurden Messensees Infantinnen im Kunsthistorischen Museum neben jenen von Velázquez gezeigt.

## Trivia
Die Nobelpreis-Rede von Elfriede Jelinek, die diese anstelle eines persönlichen Auftritts in Stockholm aufzeichnen ließ, wurde vor dem Hintergrund eines Messensee-Bildes gehalten.

## Einzelausstellungen und Ausstellungsteilnahmen
- 1960 Galerie Junge Generation, Wien
- 1973 Teilnahme an der 12. Biennale von São Paulo
- 1987 Kunsthalle Bremen
- 1987 Wiener Secession
- 1990 Graphische Sammlung Albertina (Wien)
- 1991 Galerie du Luxembourg, Luxemburg
- 1993 Infantinnen, Kunsthistorisches Museum, Wien
- 2002 Messensee – Malerei 1978–1987 Galerie Lang Wien
- 2003 Rupertinum, Salzburg
- 2006 Messensee – ZOOM, Sammlung Essl, Klosterneuburg bei Wien
- 2007 Karl & Faber, München
- 2010 Messensee – catwalk, Galerie Welz, Salzburg
- 2010 Galerie Bienenstein Wien
- 2013 Kunstforum Wien[5]
- 2013 Stadtmuseum Bruneck
- 2014 Jenseits der Gegensätze – Museum Angerlehner
- 2017/18 Raiffeisengalerie Langenlois[6]

## Auszeichnungen
- 1970 Prix National du Festival de Peinture, Cagnes-sur-Mer
- 1987 Nominierung für den Bremer Kunstpreis
- 1993 Preis der Stadt Wien für Bildende Kunst (Malerei und Grafik)
- 2007 Goldene Ehrenzeichen für Verdienste um das Land Wien[7]